# Basil Rathbone
Basil Rathbone, MC (właśc. Philip St. John Basil Rathbone; ur. 13 czerwca 1892 w Johannesburgu, zm. 21 lipca 1967 w Nowym Jorku) – angielski aktor filmowy i teatralny, dwukrotnie nominowany do Oscara dla najlepszego aktora drugoplanowego za występy w filmach Romeo i Julia (1936) i Żebrak w purpurze (1938). 
Uważany za jednego najlepszych odtwórców postaci Sherlocka Holmesa, którego grał 14 razy. 8 lutego 1960 otrzymał trzy własne gwiazdę w Alei Gwiazd w Los Angeles znajdujące się przy 6549 Hollywood Boulevard (film), 6915 Hollywood Blvd. (telewizja) i 6300 Hollywood Blvd. (radio).

## Życiorys
Urodził się w Johannesburgu w Republice Południowej Afryki jako najstarszy z trójki dzieci Anny Barbary (z domu George), skrzypaczki, i Edgara Philipa Rathbone’a, inżyniera górnictwa. Miał młodszą siostrę Beatrice i młodszego brata Johna. W 1895, gdy miał trzy lata, jego rodzina przeniosła się do Wielkiej Brytanii, po tym, jak jego ojciec został oskarżony przez Burów o bycie szpiegiem po rajdzie Jamesona. W latach 1906–1910 uczęszczał do Repton School w Derbyshire, gdzie wyróżniał się w sporcie, a koledzy ze szkoły nadali mu przydomek „Ratters”. Następnie został na krótko zatrudniony jako urzędnik ubezpieczeniowy w firmach ubezpieczeniowych, aby zaspokoić życzenie ojca.
W 1911 zadebiutował na scenie Theatre Royal w Ipswich jako Hortensjo w Poskromieniu złośnicy. W 1912 zagrał w kilku innych sztukach szekspirowskich: Romeo i Julia jako Parys, Wesołe kumoszki z Windsoru w roli Fentona i Jak wam się podoba jako Sylwiusz.
W latach 1915–18 brał udział w I wojnie światowej, został odznaczony Military Cross.
W 1922 trafił na Broadway w roli hrabiego Aleksieja Czernego w przedstawieniu Czarina. W 1948 zdobył Tony Award za rolę doktora Austina Slopera w spektaklu Dziedziczka.
W 1914 roku ożenił się z aktorką Ethel Marion Foreman, z którą miał syna Rodiona (1915–1996). Od 1919 roku pozostawał w faktycznej separacji z żoną, a w 1926 doszło do rozwodu. Jeszcze w tym samym roku aktor poślubił scenarzystkę Ouidę Bergère. W 1939 roku para adoptowała córkę Cynthię (1939–1969). Ich biologiczne dziecko zmarło w niemowlęctwie w roku 1928.
Zmarł 21 lipca 1967 na zawał serca w wieku 75 lat.

## Wybrana filmografia
- 1932: Na rozkaz kobiety
- 1935: David Copperfield – Edward Murdstone
- 1935: Opowieść o dwóch miastach
- 1935: Kapitan Blood
- 1935: Anna Karenina –  Karenin
- 1936: Romeo i Julia – Tybalt
- 1936: Ogród Allaha
- 1937: Zdobywca serc
- 1938: Marco Polo – Ahmed
- 1938: Przygody Robin Hooda
- 1938: Żebrak w purpurze
- 1939: Syn Frankensteina
- 1939: Pies Baskerville’ów – Sherlock Holmes
- 1939: Przygody Sherlocka Holmesa – Sherlock Holmes
- 1939: Tower of London
- 1940: Rhythm on the River
- 1940: Znak Zorro
- 1941: Czarny kot
- 1942: Sherlock Holmes – głos terroru – Sherlock Holmes
- 1942: Sherlock Holmes i tajna broń – Sherlock Holmes
- 1943: Sherlock Holmes w Waszyngtonie – Sherlock Holmes
- 1943: Sherlock Holmes. W obliczu śmierci – Sherlock Holmes
- 1943: Sherlock Holmes i Kobieta Pająk – Sherlock Holmes
- 1944: Ślicznotki w kąpieli
- 1944: Perła śmierci – Sherlock Holmes
- 1944: Szkarłatny pazur – Sherlock Holmes
- 1945: Dom strachu – Sherlock Holmes
- 1945: Kobieta w zieleni – Sherlock Holmes
- 1945: Pościg do Algieru – Sherlock Holmes
- 1946: Sherlock Holmes: Pociąg do Edynburga – Sherlock Holmes
- 1946: Sherlock Holmes i tajny szyfr – Sherlock Holmes
- 1955: Nie jesteśmy aniołami
- 1955: Nadworny błazen
- 1966: Duch w niewidzialnym bikini